# 清河驿乡
清河驿乡，是中华人民共和国河南省周口市西华县下辖的一个乡镇级行政单位。

## 行政区划
清河驿乡下辖以下地区：
清河驿村、徐棚村、大王村、闫营村、官路徐村、三马村、朱楼村、张楼村、王子营村、小庞村、李新村、高古洞村、后夏村、大庞村、大李村、后杨村、刘集村、常楼村、张庄村和腰庄村。